# Bernard de Cluny
Bernard de Morlaix ou Bernard de Cluny (Bernard Morlacensis,  Bernard le Clunisien) dont les dates de naissance et de mort sont incertaines (1100-1140) moine et poète de Cluny du XIIe siècle, auteur de De contemptu mundi. Il est essentiellement connu par ses écrits.

## Biographie
Il vit à Cluny sous Pierre le Vénérable. De contemptu mundi est un poème de près de trois mille vers, divisé en trois livres d'environ mille vers chacun. Il commence par la description du jugement dernier, suit l'évocation de Jérusalem céleste et la cité infernale ; l'enfer, la critique des fausses valeurs, le mépris de la femme, la critique des vices. Jana Nechutova estime que Bernard le Clunisien est un poète qui peut être "considéré comme le maître de l’art formel ayant écrit  De contemptu mundi  en vers artistiques sous la forme des tripertiti dactylici caudati, c’est-à-dire des hexamètres avec deux rimes intérieures où la fin de chaque vers constitue une rime avec la fin du vers suivant (nous pouvons le voir déjà dans l’incipit: Hora novissima, tempora pessima sunt, vigilemus / ecce, minaciter imminet arbiter ille supremus)"[réf. nécessaire].
D'autres œuvres lui sont attribuées : Mariale ainsi que des ouvrages sur les vices (adressé au pape Eugène III), sur la chasteté[réf. nécessaire]...

## Citation célèbre
Il est aujourd'hui connu pour sa phrase « Nunc ubi Regulus aut ubi Romulus aut ubi Remus ? / Stat Roma pristina nomine, nomina nuda tenemus » (« Où est aujourd'hui Régulus et où est Romulus et où est Remus ? La Rome des origines n'existe plus que par son nom, et nous n'en conservons plus que des noms vides »). 
Cette phrase a en effet été reprise par Umberto Eco sous une forme modifiée dans son roman Le Nom de la rose (1980), avec la fameuse phrase finale, difficile à comprendre sans le contexte fourni par Bernard de Cluny, « Stat rosa pristina nomine, nomina nuda tenemus » : « La rose des origines n'existe plus que par son nom, et nous n'en conservons plus que des noms vides » ; ou encore : « C'est par son nom que demeure la rose d'autrefois, nous ne conservons que des mots vides ». La syntaxe est reprise de Virgile, Énéide, XII, 407[réf. nécessaire].